# グエン・ゴク・ロアン
グエン・ゴク・ロアン（ベトナム語：Nguyễn Ngọc Loan / 阮玉鸞, 1930年12月11日 - 1998年7月14日）は、ベトナム共和国（南ベトナム）の軍人。ベトナム戦争中、ベトナム共和国国家警察総監（Tổng Giám Đốc Cảnh Sát Quốc Gia）を務めた。
1968年、テト攻勢の最中、ロアンが南ベトナム解放民族戦線（ベトコン）の士官を路上で処刑する様子が写真家エディ・アダムズによって撮影された。この写真は『サイゴンでの処刑』と題され、反戦のアイコンとなった。

## 経歴
1930年、フエの中産階級家庭にて、11人兄弟の1人として生を受ける。大学では薬学を学んだ。1951年にベトナム国軍に入隊。間もなくして推薦を受けて士官候補生学校に進み、モロッコにてパイロットとしての教育を受けた。1955年に帰国し、その後の10年間は空軍にて戦闘機パイロットとして勤務した。
1966年、空軍出身で友人でもあったグエン・カオ・キ首相によって、国家警察総監に任命された。ロアンの任務は、仏教復興運動を初めとする国内反政府勢力への対応であった。
彼はグエン・カオ・キのライバルであるグエン・チャン・ティ将軍と反体制派仏教徒による1966年初頭の蜂起の鎮圧を監督した。仏教徒らは最終的に寺院に逃げ込んだが、鎮圧終了後、寺院には彼らの死体が多数遺されていたとも伝わる。 キが1967年にグェン・バン・チュー政権の副大統領になることに同意したとき、キは権力を維持するためにロアンの支援に頼ることとなった。
1968年、テト攻勢が始まると、ロアンに率いられた国家警察部隊はサイゴンにおける対ゲリラ任務に従事した。この際、捕虜を射殺した映像は世界的に配信された。
ベトナムにおける民族主義を強く支持していたことに加え、アメリカ人に対する優遇措置を拒否したことなどから、アメリカ側の高官にはロアンを疎む者も少なくなかった。たとえば、1966年7月、彼はアメリカ憲兵によるサイゴン市長ヴァン・ヴァン・クアの逮捕を拒否し、南ベトナム当局だけが南ベトナム市民を逮捕および拘留できると主張した。彼はまた、ジャーナリストを含む米国の民間人はサイゴンにいる間、南ベトナムの管轄下に置かれると主張した。ロアンはその妥協のない態度から、リンドン･ジョンソン米国大統領からトラブルメーカーと見なされた。ロアンはまた、ベトコン側の基盤を無力化するための米国CIA支援のフェニックスプログラムにも懐疑的であった（参照：Nguyễn Ngọc Loan)。アメリカ側からの圧力で一時辞任に追い込まれかけたこともある。アメリカ側からは、彼は地位を利用して密輸等に関わっていたとの主張もある。
1968年5月5日、チョロン地区で指揮を執っている最中、指揮所がアメリカ軍のUH-1Bヘリコプターから機関銃とロケット弾による誤射を受けた。ロアンが右脚に重傷を負ったほか、彼が信頼を置いていた幕僚ら6人が死亡した。国家警察付主任軍事顧問としてロアンを補佐していた米陸軍の情報将校、タリウス・アレクサンダー・アカンポラ元大佐（Tullius Alexander Acampora）が2005年に主張したところによれば、この際の銃撃はサイゴン政府および米中央情報局（CIA）の指示によるものだったという。サイゴン政府ではグエン・バン・チュー大統領とグエン・カオ・キ副大統領の対立が深刻化しており、キの友人であったロアンを排除し、チューに従順な者に置き換えようという動きがあった。CIAの動きを察知していたアカンポラはロアンの身を案じ、前線での指揮を控えるよう繰り返し頼んでいた。
運び込まれた病院では、銃弾が動脈を切断していることが明らかになり、医師は壊疽が足全体に広がる前に切断するべきだと判断したが、現地の病院では動脈の接合手術が困難であるとして受け入れが拒否された。その後、キ副大統領の働きかけにもかかわらず、既に捕虜の処刑に関する悪名が広まっていたこともあり、ロアンを受け入れる病院は中々見つからなかった。1969年、アメリカのウォルター・リード陸軍病院に入院するが、これが一部のアメリカ市民からの批判を招いた。民主党所属の元上院議員スティーブン・M・ヤングは、ロアンを「残虐な殺人鬼」（brutal murderer）と批難し、彼がアメリカで治療を受けていることを「不名誉な物語の不名誉な結末だ」と述べた。批判の末、ロアンは足が不自由なままサイゴンへと戻ったが、チュー大統領と対立するキ副大統領側の人物であるために冷遇され、退役を余儀なくされた。以後は退役将官としての年金で暮らした。
1975年4月のサイゴン陥落の際、かねてアメリカの継戦を求めてきたロアンとその家族は、アメリカ軍による救出の対象とはされなかった。しかし、空軍時代の友人らの助けを得て、4月29日にはウタパオ空港に向かうC-130輸送機に乗り込むことができた。1978年、アメリカへと逃れたロアンの国外追放が試みられた。民主党所属の下院議員エリザベス・ホルツマンは、当時のインタビューの中で「ロアン将軍は冷血にも他の人間を射殺してみせた」、「あらゆる基準において、彼の行いは不道徳だ」と述べた。従来、移民・帰化局（INS）はこの種の調査に消極的だとして様々な議員から批判されていたが、ホルツマンはロアンの住所を突き止め、「戦争犯罪者の疑いのある外国人の一覧」の一部として移民・帰化局（INS）へと提出、さらに共和党のハロルド・ソーヤー議員が連邦議会図書館にロアンの行為が当時の南ベトナムの法に反しないかを照会し反するとの回答を得たため、ソーヤーはこの回答をINSに転送、あらためて公聴会で問題としたところ、永住権取消の可能性も含むINSの調査が始まった。INSは撮影者のエディ・アダムズにも問い合わせてきたものの、アダムズはロアンを擁護する発言をしたという。最終的に、ジミー・カーター大統領が「こうした歴史修正主義は馬鹿げている」と述べて介入したことで、国外追放は回避された。
その後ワシントンD.C.郊外バージニア州バークのローリング・バレー・モールにてピザレストランを開業した。
しかし1991年に、過去が公に明かにされるとレストランは廃業に追い込まれた。ロアンのピザショップのトイレの壁に「お前が誰かは分かっているんだ、くそったれ(We know who you are, fucker)」という落書きがあったといい、廃業間もない頃、一部マスコミはロアンはこの落書きを見て店を廃業したとして話題にした。この落書きの話は、後のアダムズの回想記にも紹介されている。
移住後もアダムズとは友人として連絡を取り合っていた。ロアンはチュオン・マイという女性と結婚し、5人の子供がいた。1998年7月14日、バージニア州バークで、癌のため死去した。

## 捕虜の射殺

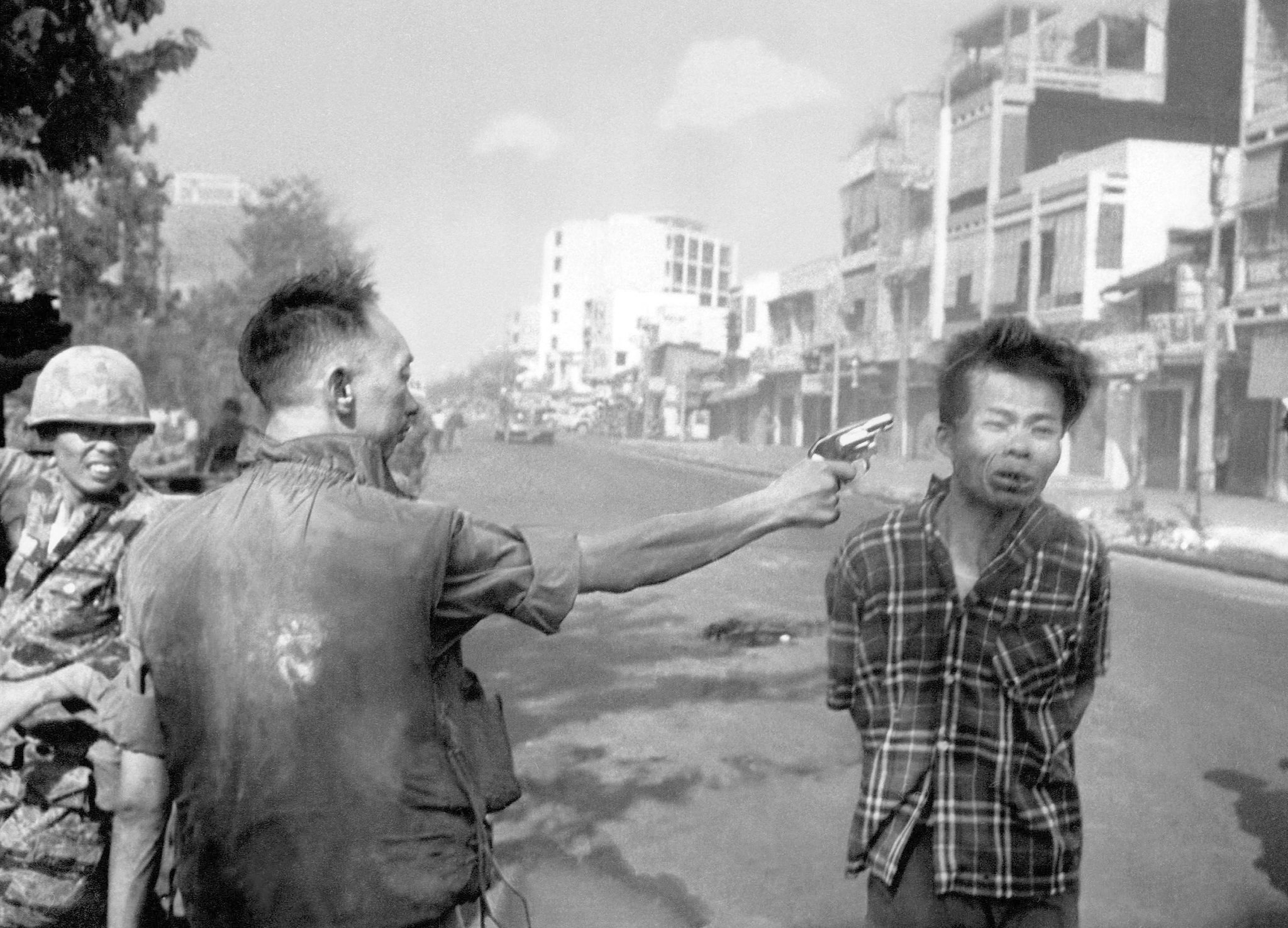
『サイゴンでの処刑』（1968年2月1日）

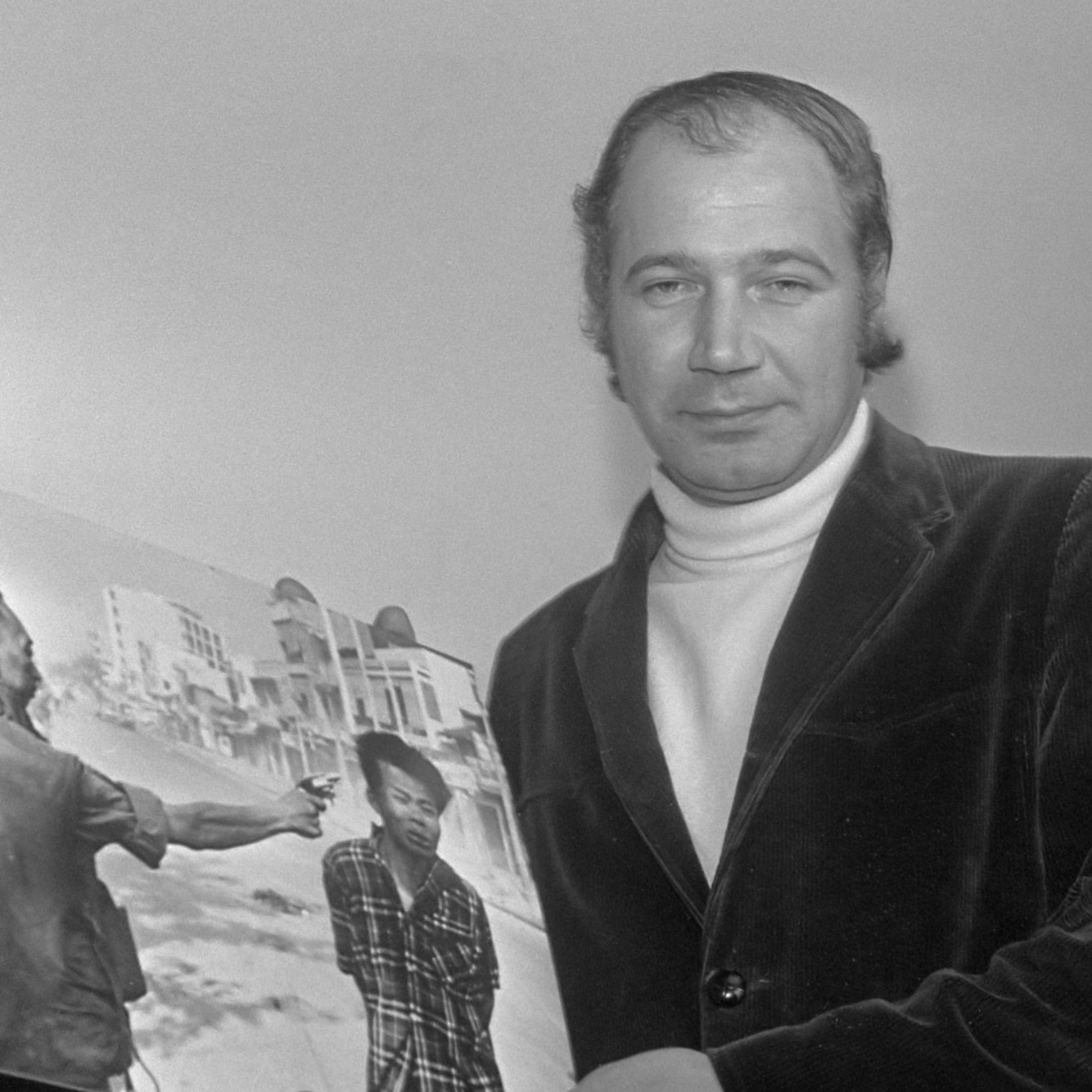
『サイゴンでの処刑』のパネルを持つエディ・アダムズ（1969年）

『サイゴンでの処刑』 (Saigon Execution) と題されたこの写真は、1968年2月1日（2月5日との説もなされることがあるが、2月2日のニューヨークタイムスに写真が既に掲載されている。）、AP通信のエディ・アダムズによって撮影された。テト攻勢の最中のサイゴンで、グエン・ゴク・ロアンが南ベトナム解放民族戦線（ベトコン）のゲリラとみられる人物を路上で処刑している様子を写している。この人物は、海軍司令部を攻撃したグエン・ヴァン・レム（阮文歛）もしく近隣地区の蜂起に参加したレ・コン・ナであるとされている。この射殺の様子は同行していたNBCニュースの現地人テレビカメラマンのヴォー・スーにより動画映像としても撮影されたが、アダムズの写真の方が決定的な印象を残したと主張する者も多い。
事件の反響を受けて、南ベトナム政府は、射殺された人物はロアンの部下の警官ら34人が殺された場所の近くにいたために逮捕されたと発表したと伝えられるが、この殺害に関与していたかは不明とされている。これについて写真を撮ったアダムズは南ベトナム政府の主張を確認したとするが、彼は単にゲリラとされる人物が連れて来られ射殺された現場に居合わせただけである。また、事件後間もない時期の現地からのＡＰ通信社本社への報告では、当時アンクァン寺（もともと反政府的姿勢で知られていた）に解放戦線側が立て籠もって戦っていて、この人物はその近くでピストルを所持していたため逮捕されたとあり、後のインタビューではアダムズはこの人物が建物の一階から兵士らによって引きずり出されるのを見たとしている。実際にも、サイゴンでは、テト攻勢において５～6ヶ所の重要拠点が襲撃を受け、国営放送局こそ一時完全占拠したものの、他はゲリラ側がじきに壊滅状態となるか、国営放送局も含めて立て籠もらざるをえない形となった。また、射殺事件の現場近くのアンクァン寺を含む地区では解放戦線工作員とその支持者が解放宣言を行い、旗を掲げてサイゴン市民の蜂起を呼びかけ、南ベトナム政府軍海兵隊と交戦に入っている。そのため、警官らの大量殺害を行うような余裕があったかは疑わしい。警官大量死体事件の下敷きにしたのは、サイゴン市街第6区のグエン・バン・ト警察署攻撃事件ではないかと思われるが、これは解放戦線が外部のハウギア省からの来援を得て問題の射殺事件の後となる2月1日の夜から攻撃自体がようやく始まったものである。さらに、事件の犠牲者らの中には、ロアンの副官グエン・トゥアン中佐とその妻やロアンが名付け親になった子供一人を含む副官の6人の子がいたと、今日しばしば語られることがある。ただし、テト攻勢のさなかにサイゴン郊外にある「陸軍訓練所兼司令センター」の司令官がテト休暇（それまでテトの時期は両軍とも休戦になっていた）で家族宿舎に居たため家族までもが巻添えとなって殺害されるという類似の事件が実際にあったようであるが、市内ではなく郊外の、しかもロアン所属の警察でも出身の空軍でもなく陸軍訓練所での事件である。この一家殺害事件を路上射殺の原因とすることについては、アメリカ人歴史家のエド・モイーズは戦後の作り話とみている。ロアンによる処刑時の動画映像を見る限り、確かなことは、南ベトナム軍兵士（海兵隊員とされる）らに捕えられた人物がロアンの居た路上まで連れて来られ、ロアンは兵士らからその人物の引き渡しを受けるや、直ちに銃を振り回して寧ろ兵士らのほうを脅すようにしてその人物の傍から追い払い、その人物をなんの躊躇いもなく射殺したということだけである。
捕えられた男はロアンの前に引き出され、ロアンは個人所有していた回転式拳銃のS&W M38を引き抜き、その場で彼の頭部を銃撃、男はすぐさま血を吹き出しながら倒れ込んだ。その光景は、目の前にいたAP通信カメラマンのエドワード・アダムズ（愛称のエディ・アダムズで呼ばれることが多い）及びNBCニュースのヴォー・スーらによって撮影された。写真と映像は全世界に配信されて、見る者に衝撃を与え、反戦運動を活発化させ、ベトナム戦争への介入に対するアメリカの世論に多大な影響を与えることになった。エドワード・アダムズはこの写真で1968年のワールドプレス写真賞と1969年度のピュリッツァー賞（スポットニュース写真部門）を獲得した。写真を見たオーストラリア出身の従軍記者パット・バージェスは再び戦場へと戻ったという。
アダムズは、男がロアンのところに連行されて来るのを見て写真を撮り始めた。ロアンが拳銃を抜いても、単に男を脅し尋問をするものだと思っており、射殺するとまでは思っていなかったという。
ワシントンDC.のニュージアムのポッドキャストに記録されることとなった1998年に行われたAP通信のオーラル・ヒストリー・プロジェクトによるアダムズへのインタビューでは、撮影の直後、ロアンはアダムズに対し、「奴らは沢山のおれの部下と沢山のあんたの同胞を殺した。」と言っている。（インタビューでは"They killed many of my men and many of your people."　事件直後の報告書では、「奴らは沢山のアメリカ人と沢山の俺の部下を殺した」"They killed many of Americans and many of my men." となっていて、報告書がより一般的なベトナム戦争自体のことを語っているように聞こえるのに対し、この後年のインタビューの方は、なにか直前に彼ら自体が大量殺害でも実際に起こしたかのようにも聞こえる表現になっている。）
また、AP通信への報告には書かれていないが、ロアンは「仏様も許してくれるだろう」（" I think Buddha will forgive me."）と語ったともいう。また、「躊躇すれば、あるいは責務を果たさないのなら、部下は付いてこないだろう」とも語ったともいう。
元ベトナムでアダムズと一緒にいたAPとCNN特派員のピーター・アーネットは、このような危険な殺人鬼の傍に踏みとどまって写真を撮ったアダムズを賞えたが、マーゴット・アドラーは、愛国者を自認するアダムズは元海兵隊員で、朝鮮戦争では海兵隊のカメラマンを務めていたことを指摘して、このようなことは、ロアンにとってだけでなくアダムズにとっても元々通常の出来事であった可能性を示唆している。
実際にAPのインタビューでは、撮影の時点でアダムズはこの写真を特別なものとは考えておらず、泥沼化しつつあったベトナムでの戦争、それも共産軍による一大攻勢の最中において、単に誰かが誰かを殺しただけの「ありふれた一日の出来事」のように捉えていたという。事件の後、アダムズは射殺された男の死体を5～6枚ほど写真を撮ってAP通信の事務所に戻っているが、そこで「大したものはない」「『どっかの男が誰かを射っているところが撮れたと思う』と言った」「そして自分は昼食に行った」「それで、だから何？　戦争なんだ」（"Like, and so what？ It was a war."）とインタビューに語っていることが録音されている。アダムズ自身は、荒々しく何かにつけて喧嘩腰の人物だったといわれる。
アダムズはしっかり構図を決めて写真を撮ることを重視し、そういった写真を追求していたため、アダムズ自身は、この写真を構図もライティングも悪い、つまらない写真だと捉えていたとされる。
アダムズによるロアンの第一印象は、「冷酷で無慈悲な殺人者」というものだったが、戦争末期には知り合いとなり、彼に同行して各地を転戦した後には評価を改めたという。また、アダムズによれば、アダムズを責めることはなかったという。
『サイゴンでの処刑』について、ボブ・シーファーは「戦争全体を要約したものだ」と評価したほか、ビル・エプリッジは「彼の写真こそ戦争が変わった瞬間だと思う」と評価している。後にホワイトハウス主任写真家を務めたデイヴィッド・ヒューム・ケナリーは、第二次世界大戦中の有名な戦場写真『硫黄島の星条旗』と比較し、ジョー・ローゼンタールの作品がヒロイズム、愛国心、戦場での勇敢といったものを表現した一方、アダムズの作品はその正反対にある「戦争の本当の姿」を表現したのだと評した。
アダムズはこの写真（『サイゴンでの処刑』）で1969年度ピューリッツァー賞 ニュース速報写真部門を受賞したが、にもかかわらずアダムズは後にその引き起こした衝撃を後悔していると語った。この写真は反戦のアイコンとなったが、アダムズ自身が米軍によるベトナム戦争介入の熱心な支持者であり、元海兵隊員であるアダムズは自らを愛国者とし、自身を海兵隊員とみなしていた。そのため、ロアンと有名になってしまった自身の写真について、アダムズは後にタイム誌に寄せたロアンへの追悼文の中で、写真は嘘をつく、写っているのは真実の半面だけだ、あの写真は米兵を殺した後の悪党を殺したのだとは言わなかった（←実際には、この人物が既に米兵を殺していたとするアダムズの主張には根拠がない）とし、ロアンの死について、ロアンは英雄でありアメリカは彼のために涙を流すべきだと賞賛した。しかし、これについてマルゲリータ・ジャコーザは、写真は撮った人間の思惑や都合から離れ、真実が何かの問題を問いかけることになるもので、おそらくそれこそが写真の役割としている。 